# Mussivguld
Mussivguld är ett metallglänsande pigment som tidigare har använts för att imitera förgyllning. Det består av tennsulfid. I den internationella pigmentdatabasen Colour Index har det namnet PY38 och nummer C.I. 77878.